# Izvoru (okręg Neamț)
Izvoru – wieś w Rumunii, w okręgu Neamț, w gminie Ion Creangă. W 2011 roku liczyła 381 mieszkańców.